# Veselá (okres Rokycany)
Veselá je obec v okrese Rokycany v Plzeňském kraji. Leží zhruba pět kilometrů jižně od Rokycan. Žije zde 320 obyvatel.

## Historie
První písemná zmínka o obci pochází z roku 1352.

## Obyvatelstvo
| Rok            | 1869 | 1880 | 1890 | 1900 | 1910 | 1921 | 1930 | 1950 | 1961 | 1970 | 1980 | 1991 | 2001 | 2011 | 2021 |
| -------------- | ---- | ---- | ---- | ---- | ---- | ---- | ---- | ---- | ---- | ---- | ---- | ---- | ---- | ---- | ---- |
| Počet obyvatel | 402  | 440  | 427  | 390  | 341  | 361  | 337  | 258  | 234  | 212  | 185  | 174  | 175  | 272  | 288  |
| Počet domů     | 89   | 50   | 53   | 53   | 52   | 53   | 62   | 72   | 68   | 64   | 65   | 83   | 88   | 111  | 123  |

## Obecní správa
Od 1. ledna 1980 do 31. srpna 1990 k obci patřily Nevid a Raková.

### Obecní symboly
Znak a vlajka byly obci uděleny rozhodnutím předsedy Poslanecké sněmovny Parlamentu České republiky dne 21. června 2018.